# Диль, Эрих Васильевич
Эрих Васильевич Диль (нем. Erich Wilhelm Diehl; 1890—1952) — немецкий филолог-классик.

## Биография
Родился 13 (25) января 1890 года в Динабурге Витебской губернии в семье инженера-технолога, состоявшего начальником вагонного парка в Динабурге. Мать — Клара Диль, урождённая Йенсен.
В 1897—1902 годах учился в шестиклассном реальном училище при церкви Святых Апостолов Петра и Павла в Москве. С января 1903 года учился в Санкт-Петербурге, в училище Петришуле, которое с золотой медалью окончил в 1908 году. В 1908 году поступил на историко-филологический факультет Императорского Санкт-Петербургского университета; слушал лекции Ф. Ф. Зелинского и М. И. Ростовцева. В 1913 году, по окончании университетского курса с дипломом 1-й степени за сочинение, посвящённое трагедиям Софокла, был оставлен при университете профессорским стипендиатом; 21 мая 1916 года после сдачи магистерских экзаменов был допущен к прочтению пробной лекции (Hecala of Callimachus and Alexandric elements in Poetry of Catullus); в том же году защитил магистерскую диссертацию, посвященную «Aitia» Каллимаха, и 17 июля был назначен приват-доцентом Петроградского университета по кафедре классической филологии. В 1913—1915 годах принимал активное участие в археологических раскопках в Ольвии; летом 1916 года принял участие в экспедиции в Туркмению, в ходе которой были найдены многочисленные римские монеты.
Одновременно с обучением в университете он преподавал латинский язык, сначала в петербургской школе Святой Екатерины (с 1 июля 1912 по 1 июля 1913 г.), затем — в Петришуле (с 1 июля 1914 по 1 января 1915 г.); также был помощником классных дам в Реформатской школе Петрограда с 1 июля 1915 по 1 октября 1917 года. Написал ряд статей по древней географии и археологии Юга России для Нового энциклопедического словаря Брокгауза и Ефрона, рецензии в «Журнале Министерства народного просвещения», «Гермесе», «Историческом вестнике» и рижской газете «Rigasche Zeitung».
Был избран в июле 1917 года исправляющим должность экстраординарного профессора Томского университета, где преподавал классическую филологию, общий курс истории греческой литературы, элементарные курсы греческого и латинского языков, вел просеминарий по истории римской литературы. В январе 1919 года участвовал в работе съезда по организации Института исследования Сибири, а летом 1919 года был в археологической экспедиции на Алтае, — в окрестностях Бийска изучал неолитические памятники старины. В 1920 году был избран в состав библиотечной комиссии университета, затем секретарём и членом президиума факультета. В 1921 году Совет историко-филологического факультета рекомендовал к печати подготовленное им учебное пособие «Латинская хрестоматия для нужд академического преподавания». Э. В. Диль был одним из организаторов скаутского движения в Томске, возглавлял томский отдел общества «Русский скаут». Публиковался в газете «Сибирская жизнь» на общественно-политические темы. С 1 июля 1921 по 20 марта 1922 года был руководителем Языковых курсов для учителей в Томском университете; с 1 июля 1921 по 20 марта 1922 был учителем немецкого в средней школе Томска.
По поручению совета Томского университета, к которому обратился генерал А. Н. Гришин-Алмазов, Э. В. Диль находился с конца августа 1918 года по 13 сентября 1918 года в Екатеринбурге, с целью сбора материалов об убийстве Николая II, и принятию мер по сохранности архива царской семьи. Ему предстояло перевезти эти документы в Томск для безопасного хранения их в библиотеке Томского университета, где для этого была выделена специальная комната. Диль побывал в доме Ипатьева, но выполнить порученную миссию ему не удалось. В Томск он вернулся без каких-либо материалов, если не считать сделанную им копию с одной записи на страницах записной книжки, принадлежавшей, по его мнению, гоффлектриссе Е. А. Шнейдер.
В 1921 году историко-филологический факультет Томского университета стал этнолого-лингвистическим отделением ФОНа, который уже летом 1922 года был закрыт. Э. В. Диль подал прошение о приёме его в Рижский университет, но во время переезда, в Москве, он заболел тифом. В июне 1922 года он переехал в Митаву и с 1 июля возобновил преподавательскую деятельность в Митавской гимназии в качестве учителя французского, латинского и греческого языка; 2 сентября 1922 года был избран приват-доцентом факультета филологии и философии Латвийского университета; 28 июня 1929 года был утверждён в этой должности. Защитив 7 мая 1938 года докторскую диссертацию, получил степень доктора философии и 24 мая 1939 года был назначен профессором кафедры классической филологии Латвийского университета.
В Латвии Э. В. Диль занимался научной работой, составил греческо-латышский словарь, ездил с лекциями и для научных занятий в Германию, состоял членом многих латышских и немецких научных обществ, активно популяризовал классическую филологию в Латвии.
В октябре 1939 году уволился из университета в связи с экспатриацией в Германию; 23 ноября 1939 года вместе с семьёй покинул Латвию. С 1939 года начал преподавать в Познанском университете, в 1941—1945 годах был профессором «временного персонала Познанского университета». В 1940 году присоединился к штурмовым отрядам. С 1942 года был членом НСДАП. В январе 1945 года семья Э. В. Диля бежала перед наступающей Красной Армией в Тюрингию (в Грайц); в феврале он был призван в фольксштурм и попал в плен. Проведя полгода в лагере для военнопленных в Красногорске, 13 сентября 1945 года он был освобождён и вернулся в Грайц.
В декабре 1945 года ему было предложено заведовать кафедрой археологии Йенского университета, но выяснилось его членство в различных нацистских организациях и до 1947 года он был вынужден работать переводчиком. Только в декабре 1947 года он стал профессором кафедры русского языка Йенского университета.
Скоропостижно скончался в Йене 9 июня 1952 года.